# 종두

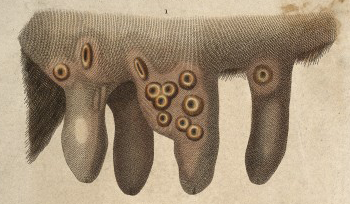
젖소에 난 천연두 - 우두

종두(種痘, 영어: inoculation)는 천연두를 예방할 목적으로 우두(牛痘)를 사람에게 접종하는 일을 가리킨다. 천연두 예방법에는 인두법과 우두법이 있다. 인두법(人痘法)은 면역 물질을 천연두에 걸린 사람에게서 얻었기 때문에 붙인 이름이며, 최초의 시도는 15세기 중국에서 이루어진 것으로 보이며 18세기 초에 유럽에 전파되었다. 우두법(牛痘法, cowpox)은 면역 물질을 소마마를 앓는 소에게서 얻었기 때문에 붙여진 이름으로, 1796년에 영국의 에드워드 제너에 의해 발견된후 전세계로 보급되기 시작했다. 우두법이 한국에 알려진 것은 1799년경이나 1880년이 되어서야 지석영에 의해 널리 보급되기 시작했다. 

## 천연두 예방법의 발전

### 인두법
인두법(영어: Variolation)은 천연두에 면역을 얻기 위해서 시행하는 접종법의 일종이다.
- 인류 기록의 최초의 시도는 15세기 중국에서 시행된 것으로 보고 있다. 중국 기록에는 16, 17세기에 걸쳐 다양한 인두법 적용 기술이 기록되어 있다.[2]
- 인도를 통해서 소아시아로 전파된 것으로 알려져 있다.[3]
- 소아시아 최초의 문헌 기록은 1710년경 오스만 제국의 의사 자코모 필라리니에 의한 것이다.
- 1718년 메리 워틀리 몬태규는 오스만 제국에서 머물면서 인두법을 자세히 관찰하고 잉글랜드로 돌아가서 시술을 진행하였다.[4][5]
- 1721년 보스턴에서 수백명에게 인두법을 시술한 기록이 있다.

### 우두법
1773년 영국 농촌 글로스터셔주 버클리에 개업의사로 활동하던 에드워드 제너는 1775년 무렵에 천연두에 관심을 가지게 되었다. 이 지방에서는 우유 짜는 여인들이 소의 우두를 경험한 뒤에는 천연두에 걸리지 않는다는 것이 알려져 있었다. 제너는 이러한 사실에 주목하여 관찰한 결과, 인두법과 같은 면역효과를 내는 것은 우두 발진에서 나온 물질이이라는 사실을 발견했다. 1796년 5월 14일에 8세 제임스 핍스에게 처음으로 우두를 접종시켜 면역력이 생겼음을 확인하였다.
제너는 1798년까지 23번의 실험을 실시하여 그 결과를 왕립 협회에 보고했다. 그리고 제너는 자신의 논문을 개인적으로 ‘천연두 백신의 원인과 결과 에 대한 연구’라는 제목으로 발표했다. 제너는 라틴어로 암소를 바카(vacca)라고 하는 것에 착안하여 백신(vaccine)과 백신 접종이란 용어를 만들었다. 1803년, 런던에서 백신 접종을 촉진하기 위해 왕립 제너 협회가 설립되었다. 제너는 이 실험을 계속하여 마침내 프랑스에서 받아들이게 되었고 종두법이 전 세계로 보급되기 시작했다. 

## 한국에서 종두
한국에서는 정약용이 1799년 의주에 사는 한 선비로부터 종두에 관한 책을 얻어 연구하였다. 그리고, 박제가와 연계하여 1800년(정조 24년) 종두에 관한 내용을 기록하였다. 마과회통(麻科會通)의 권말에 부기된 종두기법(種痘奇法)에 해당 내용이 언급되어 있다. 종두에 관한 내용을 알기 전에 이미 정약용은 인두 접종을 하고 있었다고 전해진다. 이규경은 오주연문장전산고에 1835년에 정약용이 종두를 접종한 것을 기술하고 있다. 그 방법은 "젖소에서 발생되는 두종(痘腫)을 침으로 긁어내어 소아의 팔 위에 접종하고 그 자리에 우두가(牛痘痂)로서 마찰하면 그 뒤에는 천연두에 걸리지 않는다" 하였다.
한국에 종두법을 널리 보급한 사람은 지석영으로 그의 노력 이전에는 인두법으로 천연두를 예방하였다. 지석영은 한의사(유의(儒醫))였던 아버지의 영향을 받아 어려서부터 의학에 대해 관심을 가지게 되었다. 중국에서 들여온 서양 의학서를 많이 접하면서 에드워드 제너의 우두법에도 관심을 가지게 되었다. 1876년 수신사 자격으로 일본을 다녀온 스승 박영선(朴永善)에게서 《종두귀감》을 얻어본후, 1879년 10월 부산에서 일본인이 운영하던 제생의원에서 일본인 의사에게서 두 달간 우두법을 배웠다. 그해 겨울 충청북도 충주시 덕산면에서 최초로 40여 명에게 우두를 시술하였다. 서울에는 종두장을 설치하였다. 지석영은 1880년 2차 수신사 김홍집을 따라 일본에 건너가 우두종계소(牛痘種繼所)에서 두묘의 제조법을 배운 후, 두묘 50병을 얻어서 돌아와 종두법을 보급하기에 힘썼다.
1880년 들어 지석영이 한국 최초의 우두 접종자로 지석영, 이재하, 최창진, 이현유 등이 거론되고 있으며, 특히 지석영과 이재하가 유력시되고 있다. 인두법은 우두법이 들어오기에 앞서 민간에 널리 퍼져 있었다. 1886년에 의사 호러스 뉴턴 알렌이 남긴 기록에 따르면, 서울 거주자 100명 가운데 60~70명이 (인두법에 따른) 종두 시술을 받았다. 우두법이 1879년에 들어왔지만 그 당시에는 인두법에 비해 널리 퍼지지 못했음을 알 수 있다.
조선 조정에서는 1895년 종두 규칙을 공포(11월 1일 시행)하여 우두법의 보급에 힘썼다.